# Harmanec
Harmanec é um município da Eslováquia localizado no distrito de Banská Bystrica, região de Banská Bystrica.

## Demografia
| Ano:        | 1994 | 2004   | 2014   | 2024   |
| ----------- | ---- | ------ | ------ | ------ |
| Broj ljudi: | 944  | 918    | 869    | 827    |
| Razlika:    |      | -2,75% | -5,33% | -4,83% |

| Ano:               | 2023 | 2024   |
| ------------------ | ---- | ------ |
| Número de pessoas: | 840  | 827    |
| Diferença:         |      | -1,54% |